# Chikindzonot

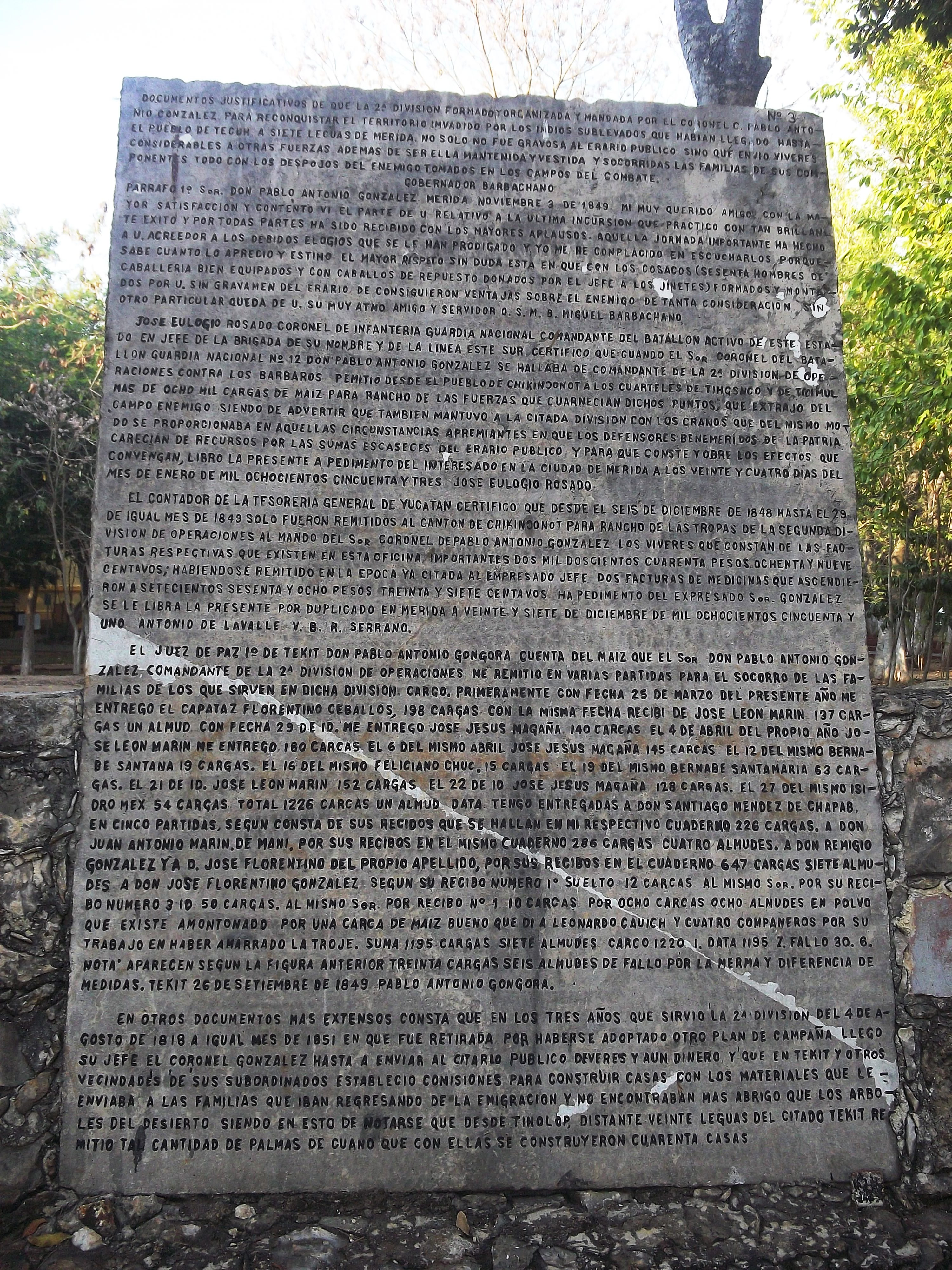
Piedra grabada que narra un episodio de la Guerra de Castas ocurrido en Chikindzonot (CHIKINƆONOT).

Chikindzonot es una localidad de Yucatán en México, cabecera del municipio homónimo, uno de los 106 que integran la entidad federativa. 

## Localización
La localidad de Chikindzonot se encuentra en la región denominada poniente del estado, entre las poblaciones de Ticul y de Maní. Cuenta con una zona arqueológica (zona de Dzan) de interés. 

## Toponimia
El término Chikindzonot en idioma maya significa cenote del poniente, de Chikin, poniente y dzonot, cenote.  

## Datos históricos
No se conoce la fecha de fundación del pueblo de Chikindzonot; sin embargo, se sabe que antes de la conquista de Yucatán la zona donde está enclavada la localidad perteneció a la jurisdicción maya de Cochua. Nacahum Cochuac fue el halach uinik que gobernó el pueblo previo a la conquista en el siglo XVI, según la tradición oral.
A fines de siglo XVI se estableció en el lugar una encomienda que duró hasta el final de la colonia. 
Declarada la independencia de Yucatán y su posterior anexión al resto de México (1821), el poblado de Chikindzonot formó parte del partido de Valladolid.
Durante la Guerra de Castas, el pueblo de Chikindzonot es saqueado por los rebeldes indígenas y permaneció abandonado durante toda la segunda mitad del siglo XIX. Fue hasta principios de 1900 cuando comenzó a repoblarse esta localidad.
A partir de 1957, el pueblo de Chikindzonot se erige en cabecera del municipio del mismo nombre.